# 大庙镇 (重庆市)
大庙镇，是中华人民共和国重庆市铜梁区下辖的一个乡镇级行政单位。

## 行政区划
大庙镇下辖以下地区：
文兴社区、黄升村、石兴村、龙岩村、双鹅村、大狮村、金桂村、双马村、三品村、双胜村、东森村和莲胜村。